# Henri de Saxe-Lauenbourg
Henri de Saxe-Lauenbourg (allemand : Heinrich von Sachsen-Lauenburg; né le 1er novembre 1550 – 22 avril 1585, Vörde) est Prince-Archevêque de Brême (sous le nom de Henri III), puis Prince-Évêque d'Osnabrück (comme Henri II), et enfin Prince-Évêque de Paderborn (comme Henri IV).

## Biographie
Henri est un membre de la maison d'Ascanie, issu de la lignée de Saxe-Lauenbourg. Il est le 3e fils du duc Francois Ier de Saxe-Lauenburg (1543–1581) et de son épouse Sibylle de Saxe, qui se sont tous deux convertis au  Luthéranisme.
Henri est éduqué en luthérien et à l'âge de 10 ans il reçoit comme prébende la fonction de chanoine (allemand : Domherr) du chapitre de chanoines de la cathédrale de Cologne. À partir de 1564 il étudie à l'Université de Cologne avec le professeur Conrad Betzdorf, qui l'héberge avec son frère Frédéric et devient leur mentor.
Bien que publiquement luthérien Henri devient dès 1567 Prince-Archevêque de Brême puis en 1574 Prince-Évêque d'Osnabrück et enfin en 1577 en Prince-Évêque de Paderborn. Le chapitre de Paderborn demeure néanmoins catholique et fait même appel aux jésuites. Le 25 octobre 1575, le prédicateur de cour marie secrètement dans la chapelle du château de Hagen Henri et Anne de Broich, également connue sous le nom de Betzdorf dont on suppose qu'elle est la fille de son mentor, le professeur Betzdorf à Cologne.

## Arbitre des conflits familiaux
Pendant le conflit armée qui oppose son frère Magnus à leur père François Ier et à leurs autres frères François II, et Maurice, Henri joue un rôle d'arbitre. En 1581 Henri et son père s'accordent après avoir consulté l'empereur Rodolphe II mais ni Magnus ni Maurice, ne s'accordent pour que François Ier institue son 2e fils François II, qui est considéré comme le plus capable, comme son seul héritier, violant ainsi la règle de primogeniture au Saxe-Lauenbourg. L'empereur appréciait tellement ses compétences qu'il charge aussi Henri de Saxe d'arbitrages dans des procès devant la Chambre de la Cour impériale et le Conseil Aulique.

## Dernières années
Henri soutient son frère François II lors de l'instauration d'une église luthérienne de Saxe-Lauenbourg, que François décrète en 1585.
En 1581 son père meurt à Buxtehude, une cité de la principauté archiépiscopale d'Henri, sa mère et son frère  Maurice s'y établissent et y meurent respectivement en 1592 et 1612. Le dimanche des Rameaux, 8 avril 1585, après avoir assisté au service religieux luthérien à Bremervörde, Henri qui rentre chez lui à cheval est victime d'un accident, son cheval fait un écart et le désarçonne. Il meurt de ses blessures dans son château de Vörde le 22 avril suivant. Le 21 mai il est inhumé dans l'église du palais de Vörde, sa tombe sera détruite lors de la démolition de l'église en 1682. Alors qu'à Brême, la cause de l'église catholique est définitivement perdue, la mort imprévue de Henri permet le succès de la Contre-Réforme à Paderborn.
Sa veuve hérite de plusieurs domaines, dont Beverstedtermühlen, qu'elle étend avec succès en folwark. Toutefois son beau-frère François II lui reproche d'être responsable du décès prématuré d'Henri. François, après s'être querellé avec Maurice, récupère le pays de Hadeln pour la Saxe-Lauenbourg.

## Source de la traduction
- (en) Cet article est partiellement ou en totalité issu de l’article de Wikipédia en anglais intitulé « Henry of Saxe-Lauenburg » (voir la liste des auteurs).